# Christopher R. Hill

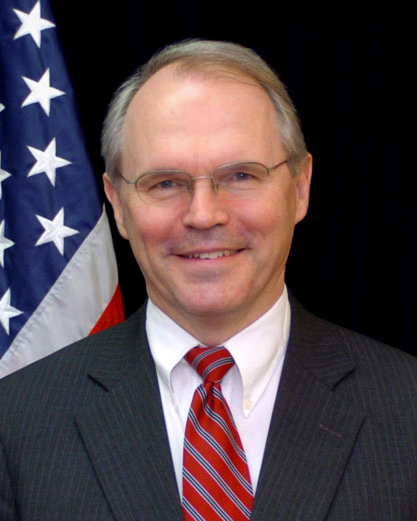
Christopher R. Hill (2006)

Christopher Robert Hill (* 1952 in Rhode Island) ist ein ehemaliger US-amerikanischer Diplomat, der unter anderem zwischen 1996 und 1999 Botschafter in Mazedonien, von 2000 bis 2004 Botschafter in Polen, zwischen 2004 und 2005 Botschafter in Südkorea sowie von 2005 bis 2009 Assistant Secretary of State for East Asian and Pacific Affairs war. Nachdem er zwischen 2009 und 2010 Botschafter im Irak war, wurde er 2010 Dekan der Fakultät für Internationale Beziehungen an der University of Denver. 2022 wurde er Botschafter in Serbien.

## Leben

### Studium und Beginn der diplomatischen Laufbahn
Hill, dessen Vater ebenfalls Diplomat war, begann nach dem Schulbesuch ein Studium der Wirtschaftswissenschaften am Bowdoin College in Brunswick, das er 1974 mit einem Bachelor of Arts (B.A. Economics) abschloss. Nachdem er zwischen 1974 und 1976 für das Friedenscorps in Kamerun tätig gewesen war, trat er in den diplomatischen Dienst des US-Außenministeriums ein. Er wurde am 1. Oktober kommissarischer Geschäftsträger der Botschaft in Albanien, nachdem am 15. März 1991 diplomatische Beziehungen aufgenommen wurden, und verblieb auf diesem Posten bis zum Amtsantritt des ersten Botschafters William Edwin Ryerson am 21. Dezember 1991.
Hill arbeitete zeitweilig als Fellow für die American Political Science Association (APSA) und im Stab des demokratischen Mitgliedes des US-Repräsentantenhauses aus New York Stephen J. Solarz. Zeitweise war er ferner Leitender Direktor für Südosteuropa-Angelegenheiten des Nationalen Sicherheitsrates USNSC (National Security Council). Darüber hinaus absolvierte er ein postgraduales Studium am Naval War College (NWC), das er 1994 mit einem Master of Arts (M.A.) beendete.

### Botschafter undAssistant Secretary of State for East Asian and Pacific Affairs
Am 29. Juli 1996 wurde Hill erster US-Botschafter in Mazedonien und übte diese Funktion bis zum 2. August 1996 aus, ehe M. Michael Einik am 7. September 1999 sein Nachfolger als Botschafter wurde. Nach der Aufnahme eigenständiger diplomatischer Beziehungen zu dem zuvor zu Jugoslawien gehörenden Mazedonien erfolgte die Amtswahrnehmung anfangs von Dezember 1993 bis April 1994 durch Robert Norman sowie anschließend von April 1994 bis Juni 1996 durch Victor Comras als Geschäftsträger.
Nach einer anschließenden Verwendung als Sondergesandter für den Kosovo wurde er am 27. Juli 2000 Nachfolger von Daniel Fried als Botschafter in Polen und verblieb auf diesem diplomatischen Posten bis zum 14. April 2004. Nachfolger als Botschafter in Polen wurde am 17. August 2004 Victor Ashe, der zuvor von 1987 bis 2003 Bürgermeister von Knoxville war.
Nach Beendigung seiner Tätigkeit in Polen löste Hill am 1. April 2004 Thomas C. Hubbard als Botschafter in Südkorea ab und bekleidete diesen diplomatischen Posten bis zum 12. April 2005. Nachfolger als Botschafter in Südkorea wurde, nach einer kurzen Zwischenphase, in der Mark C. Minton  als Chargé d'affaires  die Botschaft leitete,  am 17. Oktober 2005 Alexander Vershbow, der bislang Botschafter in Russland war.
Als Nachfolger von James A. Kelly wurde er am 8. April 2005 zum Assistant Secretary of State for East Asian and Pacific Affairs ernannt, wodurch er Leiter des Referats für Ostasien und den Pazifikraum (Bureau of East Asian and Pacific Affairs) war. Dieses Amt übte er bis zum 21. April 2009 aus, ehe er am 2. Juni 2009 durch Kurt M. Campbell abgelöst wurde.
Zuletzt wurde er am 20. April 2009 als Nachfolger von Ryan Crocker neuer Botschafter im Irak und behielt diesen Botschafterposten bis zu seiner Ablösung durch den bisherigen Botschafter in der Türkei, James Franklin Jeffrey, am 16. August 2010.
Seit seinem Ausscheiden aus dem diplomatischen Dienst 2010 ist Hill 2010 Dekan der Fakultät für Internationale Beziehungen an der University of Denver.
2022 wurde er als Nachfoilger von Anthony Francis Godfrey Botschafter in Serbien.

## Werke
- Outpost: Life on the Frontlines of American Diplomacy: A Memoir. Simon & Schuster, New York 2014, ISBN 978-1-4516-8591-6.